# L'Émulation
Cet article concerne le bâtiment. Pour la revue, voir L'Émulation (revue). Pour la substitution d'un matériel par un logiciel, voir Émulation.
Le bâtiment de la Société Libre d’Émulation (appelé couramment l'Émulation) est un immeuble de style néoclassique situé dans la ville de Liège en Belgique. Il appartient à la Société libre d'émulation de Liège.

## Situation
Le bâtiment est situé en plein centre ville en face du bâtiment central de l'université de Liège, place du XX août.

## Historique
L'édifice initial date de 1779 mais il est incendié par les Allemands lors de la Première Guerre mondiale le 20 août 1914. En 1939, la Société libre d'émulation fait reconstruire un bâtiment de style néoclassique par l'architecte Julien Koenig.
De 1985 à 2003, l'Émulation est loué au conservatoire royal de Liège, les activités de la Société libre d'émulation se concentrent alors dans son bâtiment rue Charles Magnette, acquis après l'incendie de l'édifice initial.
Après le départ du conservatoire, l'Émulation fut fermé pour cause de sécurité mais dès 2002 l'idée d'y accueillir le Théâtre de la Place était dans les esprits. Cependant, les travaux de rénovation ne commencèrent qu'en 2011 et se terminèrent en 2013.
Le Théâtre de la Place, rebaptisé Théâtre de Liège, emménage le 30 septembre 2013 dans le bâtiment entièrement rénové.

## Classement
En 1998, la façade à rue, la toiture, le promenoir, la salle de spectacles du rez-de-chaussée et l’escalier d’accès au premier étage sont classés comme monument au patrimoine majeur de Wallonie.